# Регата між Оксфордським і Кембриджським університетами
«Регата між Оксфордським і Кембриджським університетами» (англ. The Oxford and Cambridge University Boat Race) — німий короткометражний фільм Бірта Акреса. Найстаріший фільм, створений у Великій Британії.

## Дата
Зйомки проводилися 30 березня 1895 року. Дата прем'єри невідома. Не зберігся.